# Arena 2000
Det Universelle kultur- og underholdningskompleks "Arena 2000. Lokomotiv" (russisk: Универсальный культурно-развлекательный комплекс «Арена 2000. Локомотив») er en multifunktionsarena beliggende i Jaroslavl, Rusland. Arenaen indeholder en ishal, der er hjemmebane for ishockeyklubben Lokomotiv Jaroslavl, og hvor tilskuerkapaciteten er 8.905, og som kan omkonfigureres til andre arrangementer. Arenaen omtales også som Arena 2000 eller Arena-2000-Lokomotiv.